# Municipio de Xiutetelco
El municipio de Xiutetelco es un municipio del estado de Puebla, en México. Según el censo de 2020, tiene una población de 42 943 habitantes. Su cabecera es la localidad de Xiutetelco.
Se localiza en la sierra nororiental, por lo cual es parte integrante de la Región 6 Teziutlán.

## Toponimia
El nombre proviene del nahuátl xiuhtla, que significa "yerbazal"; tetelli, que significa "montón de piedra en forma de pirámide", y co, que significa "en", por lo que podría traducirse como "yerbazal en el montón de piedras" o "pirámides donde hay muchas hierbas".

## Geografía
El municipio de Xiutetelco ocupa una superficie de 145.45 km².
Limita al norte con el municipio de Hueytamalco; al este con Jalacingo, en el Estado de Veracruz; al sur con Tepeyahualco, y al oeste con Teziutlán y Chignautla.
Se encuentra enclavado en la Sierra Norte de Puebla, que es una zona montañosa integrada en la Sierra Madre Oriental. El relieve del municipio está dominada por una serranía que alcanza su máxima altitud en el cerro de la Viola. Hacia el oriente, esta sierra baja hacia la Llanura Costera del Golfo, y hacia el sur, a los Llanos de San Juan, localizados al oriente del Valle Poblano-Tlaxcalteca.
Está ubicado en la cuenca del río Nautla. El río Jalacingo recorre el este del municipio de sur a norte por 15 km hasta desembocar en el río María de la Torre, afluente del Nautla.
El municipio presenta cuatro climas dispuestos en franjas latitudinales que marcan la transición de los climas templados de la sierra norte a los cálidos del declive del Golfo.
Como la mayor parte de la Sierra Norte de Puebla, ha perdido los ecosistemas nativos, aunque quedan algunas zonas cubiertas de bosque mesófilo.

## Historia
La población de San Juan Xiutetelco, cabecera del municipio, fue ocupada por grupos olmecas, totonacas, y aztecas durante la época prehispánica, en el periodo preclásico, clásico y post clásico respectivamente. En esta población se encuentra un pequeño museo comunitario donde se exponen piezas arqueológicas rescatadas en el municipio. Además, en el centro del pueblo hay tres pirámides. Dos de ellas son de origen totonaca y una de origen azteca. Durante la colonia pasó a formar parte de la región de Teziutlán, perteneciente a la provincia de Puebla. Se constituyó en municipio libre en 1895 y cinco años más tarde enfrentó un conflicto limítrofe con el estado de Veracruz.
Antes de ser construido el Ayuntamiento por el año de 1780 se contaba con una casa en donde los habitantes que estaban interesados por el mejoramiento del pueblo se reunían en una casa a unos escasos metros de donde actualmente se encuentran las instalaciones del palacio municipal para tratar asuntos relacionados con el pueblo. En esos tiempos solo se contaba con 30 casas.  En este año los pobladores se dieron cuenta de que tenían que contar con un lugar amplio y de calidad en donde se pudieran atender las necesidades y asuntos relacionados con la comunidad.
Es por eso que Eleodoro Pérez donó el terreno para la construcción del palacio municipal, dándose inicio a la construcción de las columnas con materiales de cantera labrada, al igual que los pisos, teniendo teja en sus techo e iniciando la construcción con 7 arcos afuera de su fachada. Esta construcción duró año y medio para posteriormente darle solución a los problemas del pueblo dentro de las instalaciones del palacio municipal.
En el año 1958 se inicia la reconstrucción del H. Ayuntamiento. Se modifica su fachada cambiándole su techo de teja por el colado de cemento. Este cambio se produjo durante el mandato de Rufino Martínez Navel, quien estuvo al mando del municipio en el periodo 1957-1960 Todo esto se logró bajo la ayuda del gobernador del estado, Faustino M. Ortega
En el periodo de Bernardo Matus Morales (1978-1981) se volvió a hacer una remodelación y ampliación del palacio. En esa instancia se agregaron dos arcos más en la fachada.

## Línea cronológica de presidentes municipales
Nombre	y   Año
Calixto Amaro.	1941-1942.
Miguel B. Osorio	1941-1942.
Ernesto Ruiz.	1942-1943.
José A. Murrieta.	1942-1943.
Aurelio Ruiz R.	1943-1945.
Patricia Baltazar	1945-1946.
Rafael Alonso	1945-1948.
Crescenciano Miranda	1948-1950.
Tomas Córdova	1950-1953.
Ernesto Ruiz Marín	1954.
Bernardino Hernández Lujan	1954-1955.
Ruperto Dionisio Nicanor.	1956.
Rufino Martínez Navel	1957-1959.
Ignacio Cano Luna	1959.
Enrique Baltazar	1959.
Roberto García Hernández	1960-1961.
Bernardo Córdova Salazar.	1961-1963.
David G. Pérez Murrieta	1963-1966.
José Salazar Nicanor	1966-1967.
Ambrosio Montiel Roldan	1966-1969.
Eliseo Córdova Loyola	1969-1970.
Zeferino Bruno Luna	1970-1971.
Faustino Hernández Hipólito	1970-1972.
Pedro Salazar del Carmen.	1972-1975.
Raymundo Matías Aburto.	1975-1978.
Bernardo Matus Morales.	1978-1981.
Ariel Pérez Reyes.	1981-1984.
Moisés Montiel Martínez.	1984-1987.
Pablo Baltazar Cano.	1987-1990.
David Cruz Méndez	1990-1993.
Mauro Luján Osorio	1993-1996.
Pedro Murrieta Alberto	1996-1999.
Florencio Bruno Pablo	1999-2001.
Pedro Murrieta Alberto	2002-2005.
Valentín Méndez Martínez	2005-2008.
Javier Gabriel Pablo	2008-2011.
Corona Salazar Álvarez	2011-2014.
Mario Santos Loyola     2014-2014
Lucio Morales Cano 2014-2017.
Jorge Alberto Domínguez Méndez 2018-2021
Baltazar Narciso Baltazar 2021-2024

## Actividad económica
Los ingresos de la población del municipio dependen básicamente de la agricultura. Algunas otras personas en edad productiva se desplazan a Teziutlán a trabajar en maquila de ropa. La fabricación de fuegos pirotécnicos también es una fuente común de ingresos.